# 東森駅

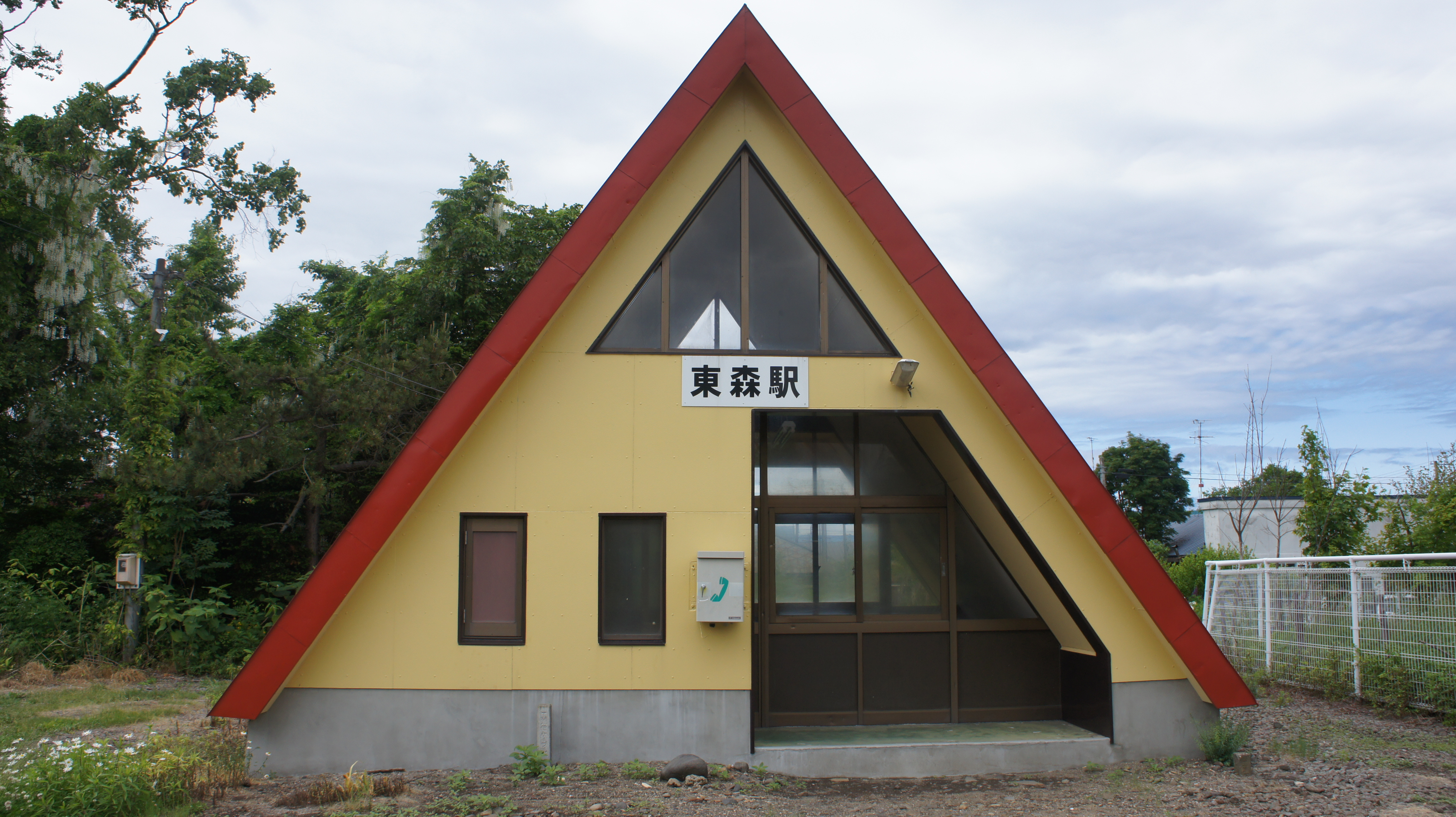
駅舎（ホーム側）
（2018年6月）

東森駅（ひがしもりえき）は、北海道（渡島総合振興局）茅部郡森町港町にある北海道旅客鉄道（JR北海道）函館本線（通称：砂原支線）の駅である。駅番号はN63。電報略号はヒモ。事務管理コードは▲140158。

## 歴史

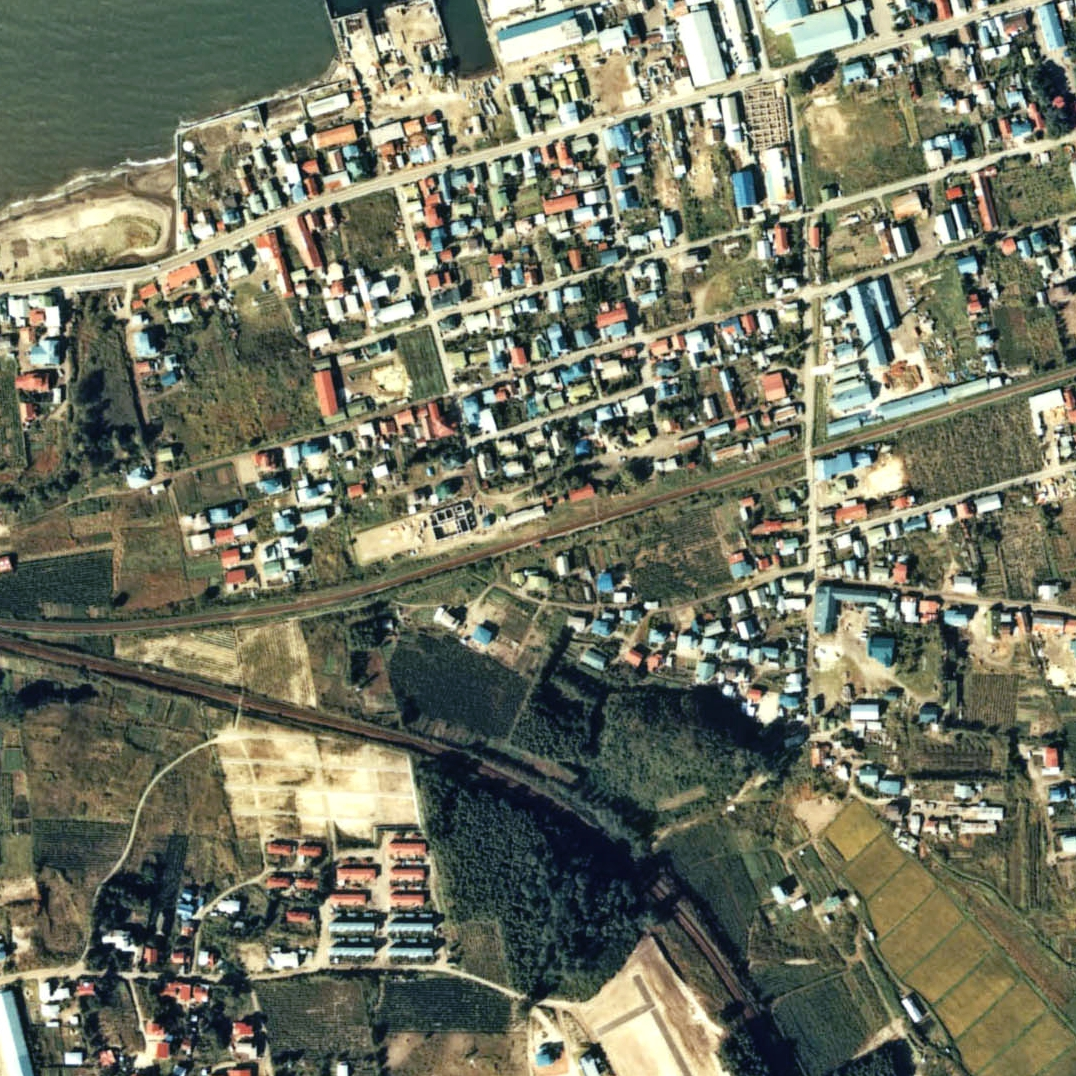
1976年の東森駅と周囲約750m範囲。右が鹿部・大沼方面。写真左側から下へ函館本線が分かれる。

- 1927年（昭和2年）12月25日：渡島海岸鉄道当駅 - 砂原駅間開通に伴い、東森仮駅として開業[3]。
- 1928年（昭和3年）9月13日：森駅 - 当駅間（1.1km[4]）延伸開通に伴い廃止[3]。
- 1934年（昭和9年）7月1日：渡島海岸鉄道の東森駅として大沼方に移転の上再開業[3]。一般駅。
- 1945年（昭和20年）1月25日：渡島海岸鉄道国有化に伴い、国有鉄道函館本線の駅となる[2]。
- 1949年（昭和24年）6月1日：日本国有鉄道法施行に伴い、日本国有鉄道（国鉄）に継承。
- 1961年（昭和36年）2月1日：専用線発着車扱い貨物以外の貨物取扱い廃止[5][注釈 1]。
- 1965年（昭和40年）5月1日：貨物取扱いを全て廃止[5]。
- 1971年（昭和46年）10月26日：荷物取扱い廃止[5]。同時に無人化[5][6]。
- 1979年（昭和54年）3月30日：駅舎改築（RC造）[7]。
- 1987年（昭和62年）4月1日：国鉄分割民営化に伴い、北海道旅客鉄道（JR北海道）に継承。
- 2007年（平成19年）10月1日：駅ナンバリングを実施[JR北 1]。

### 駅名の由来
「森駅」の東に位置するために「東」を冠する。

## 駅構造
単式ホーム1面1線を有する地上駅。ホームは線路の南側（森方面に向かって左手側）に存在する。転轍機を持たない棒線駅となっている。
森駅管理の無人駅となっている。駅舎は構内の北側に位置し、かつて側線があったために構内は比較的広くホームとは構内踏切で連絡している。正面外観がほぼ三角形の、赤い屋根が地面まで延びている特異な形状の駅舎となっている。1994年（平成6年）ごろ、駅舎内は落書きや放火で荒れ放題であったが、現在では改善している。
渡島海岸鉄道時代と同じ位置にあるが、仮駅時代は位置が違っており、現在の駅の300mほど西にあった。

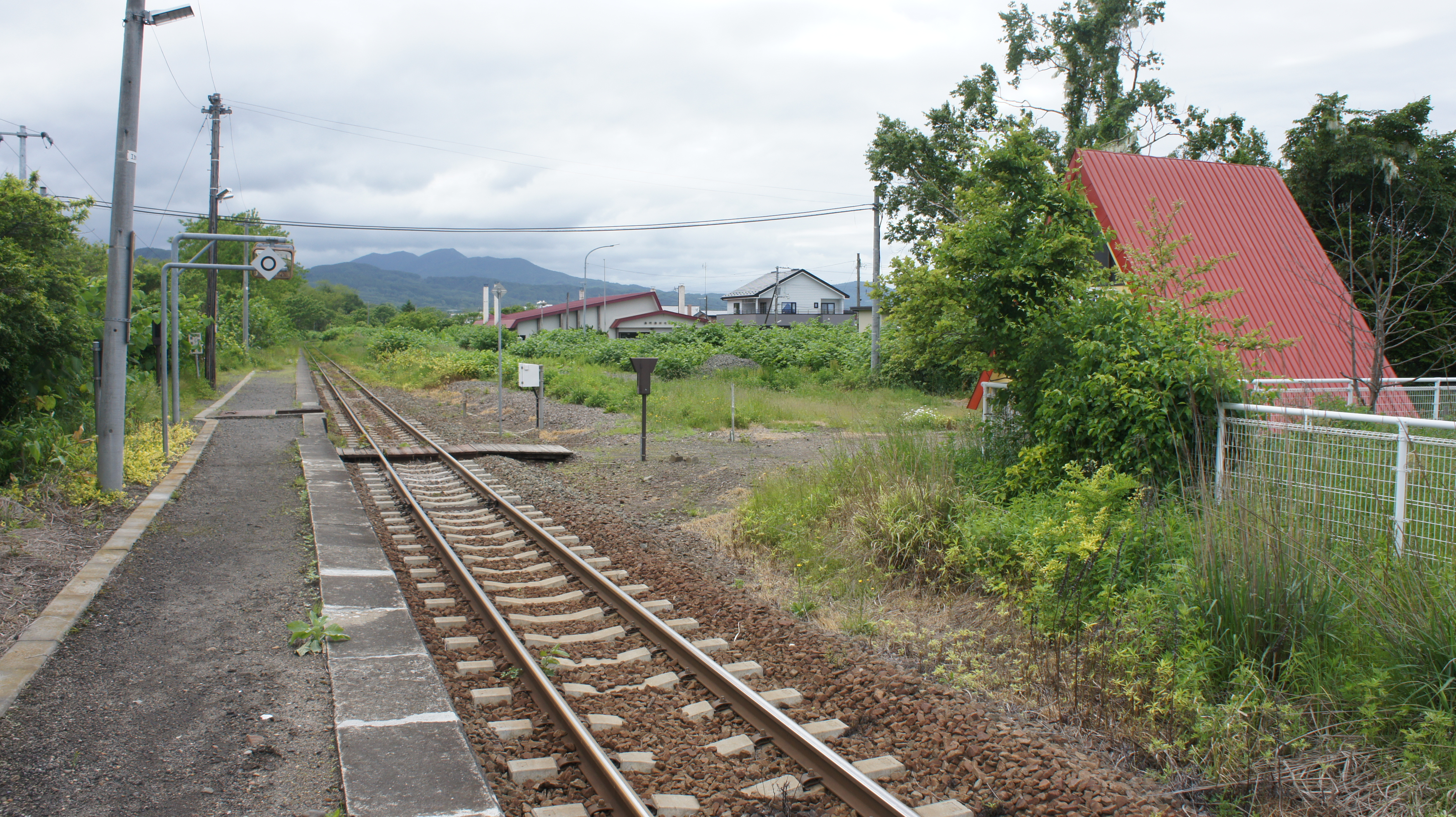
ホーム（2018年6月）
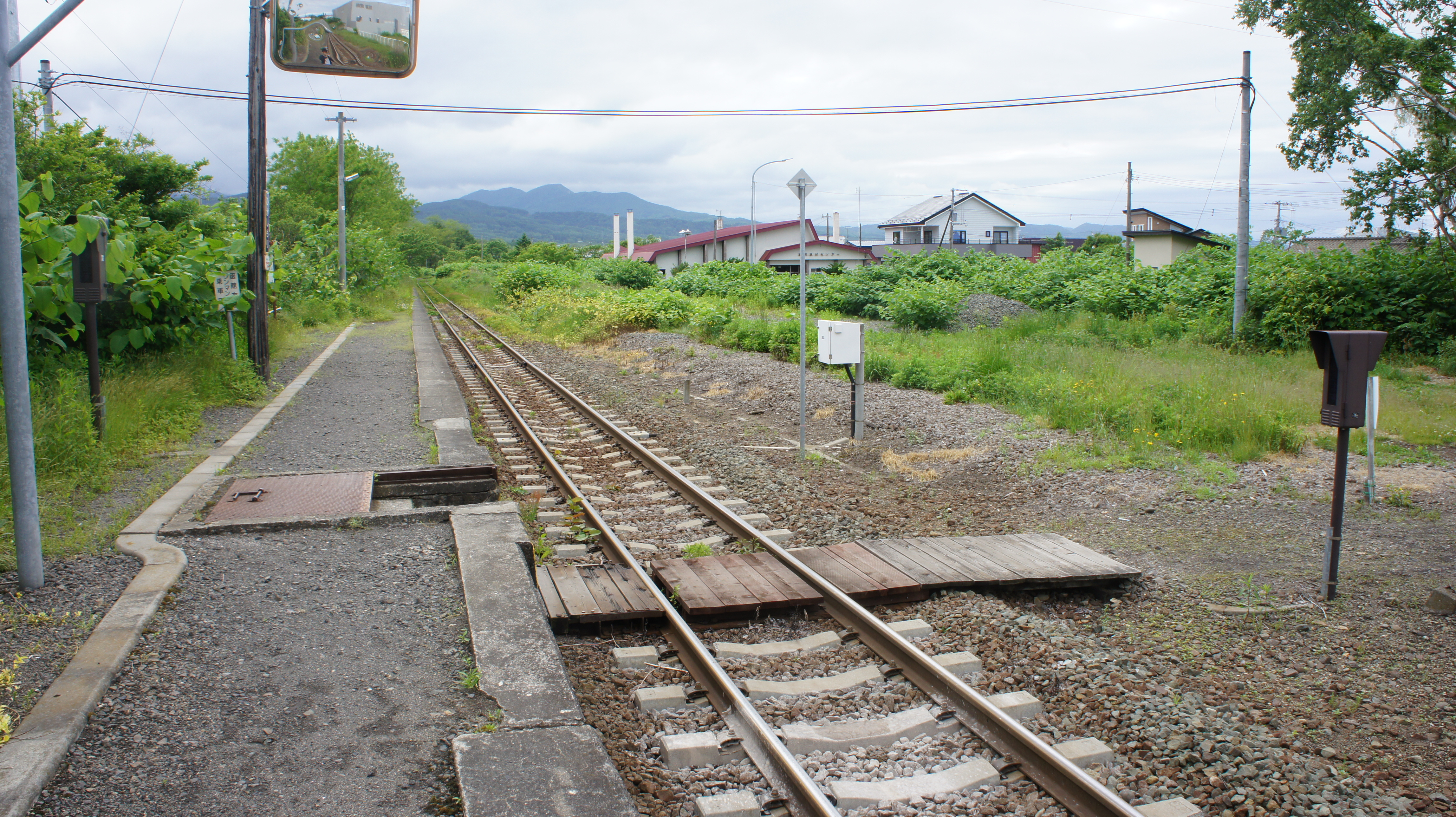
構内踏切（2018年6月）

## 利用状況
乗車人員の推移は以下の通り。年間の値のみ判明している年度は日数割で算出した参考値を括弧書きで示す。出典が「乗降人員」となっているものについては1/2とした値を括弧書きで乗車人員の欄に示し、備考欄で元の値を示す。
また、「JR調査」については、当該の年度を最終年とする過去5年間の各調査日における平均である。
| 年度               | 乗車人員（人） | 乗車人員（人） | 乗車人員（人） | 出典       | 備考                |
| 年度               | 年間           | 1日平均        | JR調査         | 出典       | 備考                |
| ------------------ | -------------- | -------------- | -------------- | ---------- | ------------------- |
| 1978年（昭和53年） |                | 68.0           |                | [ 12 ]     |                     |
| 1981年（昭和56年） |                | (10.0)         |                | [ 13 ]     | 1日乗降客数は20人。 |
| 1992年（平成4年）  |                | (14.0)         |                | [ 9 ]      | 1日乗降客数は28人。 |
| 2017年（平成29年） |                |                | 7.2            | [ 14 ]     |                     |
| 2018年（平成30年） |                |                | 6.0            | [ 15 ]     |                     |
| 2019年（令和元年） |                |                | 「10名以下」   | [ JR北 2 ] |                     |
| 2020年（令和2年）  |                |                | 「10名以下」   | [ JR北 3 ] |                     |

## 駅周辺
住宅街の中に位置する。
- 北海道道1028号森砂原線
- 森港郵便局
- 森漁業協同組合
- マルハニチロ株式会社 化成バイオ事業部
- 株式会社マルハニチロ北日本 森工場
- 株式会社ニチレイフーズ 森工場
- 日本冷凍食品事業発祥の地碑
- 森漁港
- 内浦湾
- 駒ヶ岳
- 森町地域公共交通バス「港町」[16]

## 隣の駅
北海道旅客鉄道（JR北海道）
■函館本線（砂原支線）
尾白内駅 (N64) - 東森駅 (N63) - 森駅 (H62)

### かつて存在した路線
渡島海岸鉄道
渡島海岸鉄道線
森駅 - 新川停留所 - 東森駅 - 尾白内駅